# Lliga alemanya de futbol 2023-24
La Fußball-Bundesliga 2023-24 va ser la 61a edició de la Lliga alemanya de futbol, la competició futbolística més important del país. Va començar el 18 d'agost de 2023 i va concloure el 18 de maig de 2024. Els horaris es van anunciar el 30 de juny de 2023.
El 14 d'abril de 2024, el Bayer Leverkusen es va coronar campió per primera vegada, quan encara quedaven cinc partits per concloure el campionat, després de la victòria per 5-0 sobre el Werder Bremen, convertint-se en el tretzè campió diferent en la història de la Bundesliga i acabant amb la ratxa d'onze títols consecutius del Bayern Munich.
El Bayer Leverkusen es va convertir en el primer equip de la Bundesliga en acabar una temporada invicte, acabant la campanya amb un rècord de 28 victòries i sis empats.

## Classificació i resultats

### Taula classificatòria
| Pos | Equip                    | PJ | PG | PE | PP | GF | GC | DG  | Pts | Classificació o descens                                    |
| --- | ------------------------ | -- | -- | -- | -- | -- | -- | --- | --- | ---------------------------------------------------------- |
| 1   | Bayer Leverkusen (C)     | 34 | 28 | 6  | 0  | 89 | 24 | +65 | 90  | Classificació per la Fase de lliga de la Lliga de Campions |
| 2   | VfB Stuttgart            | 34 | 23 | 4  | 7  | 78 | 39 | +39 | 73  | Classificació per la Fase de lliga de la Lliga de Campions |
| 3   | Bayern Múnic             | 34 | 23 | 3  | 8  | 94 | 45 | +49 | 72  | Classificació per la Fase de lliga de la Lliga de Campions |
| 4   | RB Leipzig               | 34 | 19 | 8  | 7  | 77 | 39 | +38 | 65  | Classificació per la Fase de lliga de la Lliga de Campions |
| 5   | Borussia Dortmund        | 34 | 18 | 9  | 7  | 68 | 43 | +25 | 63  | Classificació per la Fase de lliga de la Lliga de Campions |
| 6   | Eintracht Frankfurt      | 34 | 11 | 14 | 9  | 51 | 50 | +1  | 47  | Classificació per la Fase de lliga de la Lliga Europa      |
| 7   | 1899 Hoffenheim          | 34 | 13 | 7  | 14 | 66 | 66 | 0   | 46  | Classificació per la Fase de lliga de la Lliga Europa      |
| 8   | 1. FC Heidenheim         | 34 | 10 | 12 | 12 | 50 | 55 | −5  | 42  | Classificació per al Play-off de la Lliga Conferència      |
| 9   | Werder Bremen            | 34 | 11 | 9  | 14 | 48 | 54 | −6  | 42  |                                                            |
| 10  | SC Freiburg              | 34 | 11 | 9  | 14 | 45 | 58 | −13 | 42  |                                                            |
| 11  | FC Augsburg              | 34 | 10 | 9  | 15 | 50 | 60 | −10 | 39  |                                                            |
| 12  | VfL Wolfsburg            | 34 | 10 | 7  | 17 | 41 | 56 | −15 | 37  |                                                            |
| 13  | Mainz 05                 | 34 | 7  | 14 | 13 | 39 | 51 | −12 | 35  |                                                            |
| 14  | Borussia Mönchengladbach | 34 | 7  | 13 | 14 | 56 | 67 | −11 | 34  |                                                            |
| 15  | Union Berlin             | 34 | 9  | 6  | 19 | 33 | 58 | −25 | 33  |                                                            |
| 16  | VfL Bochum (O)           | 34 | 7  | 12 | 15 | 42 | 74 | −32 | 33  | Play-off per la permanència                                |
| 17  | 1. FC Köln (R)           | 34 | 5  | 12 | 17 | 28 | 60 | −32 | 27  | Descens a la 2. Bundesliga                                 |
| 18  | Darmstadt (R)            | 34 | 3  | 8  | 23 | 30 | 86 | −56 | 17  | Descens a la 2. Bundesliga                                 |

### Resultats
| Casa \ Fora         | AUG | UNB | BOC | BRE | DAR | DOR | FRA | FRE | HEI | HOF | KÖL | LEI | LEV | MAI | MÖN | MUN | STU | WOL |
| ------------------- | --- | --- | --- | --- | --- | --- | --- | --- | --- | --- | --- | --- | --- | --- | --- | --- | --- | --- |
| FC Augsburg         | —   | 2–0 | 2–2 | 0–3 | 1–2 | 1–1 | 2–1 | 2–1 | 1–0 | 1–1 | 1–1 | 2–2 | 0–1 | 2–1 | 4–4 | 2–3 | 0–1 | 3–2 |
| Union Berlin        | 1–1 | —   | 3–4 | 2–1 | 1–0 | 0–2 | 0–3 | 2–1 | 2–2 | 0–2 | 2–0 | 0–3 | 0–1 | 4–1 | 3–1 | 1–5 | 0–3 | 1–0 |
| VfL Bochum          | 1–1 | 3–0 | —   | 1–1 | 2–2 | 1–1 | 1–1 | 1–2 | 1–1 | 3–2 | 1–1 | 1–4 | 0–5 | 2–2 | 1–3 | 3–2 | 1–0 | 3–1 |
| Werder Bremen       | 2–0 | 2–0 | 4–1 | —   | 1–1 | 1–2 | 2–2 | 3–1 | 1–2 | 2–3 | 2–1 | 1–1 | 0–3 | 4–0 | 2–2 | 0–4 | 2–1 | 0–2 |
| Darmstadt           | 0–6 | 1–4 | 1–2 | 4–2 | —   | 0–3 | 2–2 | 0–1 | 0–1 | 0–6 | 0–1 | 1–3 | 0–2 | 0–0 | 3–3 | 2–5 | 1–2 | 0–1 |
| Borussia Dortmund   | 5–1 | 4–2 | 3–1 | 1–0 | 4–0 | —   | 3–1 | 3–0 | 2–2 | 2–3 | 1–0 | 2–3 | 1–1 | 1–1 | 4–2 | 0–4 | 0–1 | 1–0 |
| Eintracht Frankfurt | 3–1 | 0–0 | 1–1 | 1–1 | 1–0 | 3–3 | —   | 0–0 | 2–0 | 3–1 | 1–1 | 2–2 | 1–5 | 1–0 | 2–1 | 5–1 | 1–2 | 2–2 |
| SC Freiburg         | 2–0 | 0–0 | 2–1 | 1–0 | 1–1 | 2–4 | 3–3 | —   | 1–1 | 3–2 | 2–0 | 1–4 | 2–3 | 1–1 | 3–3 | 2–2 | 1–3 | 1–2 |
| 1. FC Heidenheim    | 2–5 | 1–0 | 0–0 | 4–2 | 3–2 | 0–0 | 1–2 | 3–2 | —   | 2–3 | 4–1 | 1–2 | 1–2 | 1–1 | 1–1 | 3–2 | 2–0 | 1–1 |
| 1899 Hoffenheim     | 3–1 | 0–1 | 3–1 | 2–1 | 3–3 | 1–3 | 1–3 | 1–2 | 1–1 | —   | 1–1 | 1–1 | 2–3 | 1–1 | 4–3 | 4–2 | 0–3 | 3–1 |
| 1. FC Köln          | 1–1 | 3–2 | 2–1 | 0–1 | 0–2 | 0–4 | 2–0 | 0–0 | 1–1 | 1–3 | —   | 1–5 | 0–2 | 0–0 | 3–1 | 0–1 | 0–2 | 1–2 |
| RB Leipzig          | 3–0 | 2–0 | 0–0 | 1–1 | 2–0 | 4–1 | 0–1 | 3–1 | 2–1 | 3–1 | 6–0 | —   | 2–3 | 0–0 | 2–0 | 2–2 | 5–1 | 3–0 |
| Bayer Leverkusen    | 2–1 | 4–0 | 4–0 | 5–0 | 5–1 | 1–1 | 3–0 | 2–1 | 4–1 | 2–1 | 3–0 | 3–2 | —   | 2–1 | 0–0 | 3–0 | 2–2 | 2–0 |
| Mainz 05            | 1–0 | 1–1 | 2–0 | 0–1 | 4–0 | 3–0 | 1–1 | 0–1 | 0–1 | 4–1 | 1–1 | 2–0 | 0–3 | —   | 1–1 | 1–3 | 1–3 | 1–1 |
| Borussia M.         | 1–2 | 0–0 | 5–2 | 2–2 | 0–0 | 1–2 | 1–1 | 0–3 | 2–1 | 2–1 | 3–3 | 0–1 | 0–3 | 2–2 | —   | 1–2 | 3–1 | 4–0 |
| Bayern de Múnic     | 3–1 | 1–0 | 7–0 | 0–1 | 8–0 | 0–2 | 2–1 | 3–0 | 4–2 | 3–0 | 2–0 | 2–1 | 2–2 | 8–1 | 3–1 | —   | 3–0 | 2–0 |
| VfB Stuttgart       | 3–0 | 2–0 | 5–0 | 2–0 | 3–1 | 2–1 | 3–0 | 5–0 | 3–3 | 2–3 | 1–1 | 5–2 | 1–1 | 3–1 | 4–0 | 3–1 | —   | 3–1 |
| VfL Wolfsburg       | 1–3 | 2–1 | 1–0 | 2–2 | 3–0 | 1–1 | 2–0 | 0–1 | 2–0 | 2–2 | 1–1 | 2–1 | 1–2 | 1–3 | 1–3 | 1–2 | 2–3 | —   |

## Play-off
| Equip de la 1.Bundesliga | Global      | Equip de la 2.Bundesliga | Anada | Tornada |
| ------------------------ | ----------- | ------------------------ | ----- | ------- |
| VfL Bochum               | 3–3 (6–5 p) | Fortuna Düsseldorf       | 0–3   | 3–0     |

## Estadístiques

### Golejadors
| Rank | Jugador           | Club              | Gols |
| ---- | ----------------- | ----------------- | ---- |
| 1    | Harry Kane        | Bayern Munich     | 36   |
| 2    | Serhou Guirassy   | VfB Stuttgart     | 28   |
| 3    | Loïs Openda       | RB Leipzig        | 24   |
| 4    | Deniz Undav       | VfB Stuttgart     | 18   |
| 5    | Maximilian Beier  | TSG Hoffenheim    | 16   |
| 6    | Ermedin Demirović | FC Augsburg       | 15   |
| 6    | Andrej Kramarić   | TSG Hoffenheim    | 15   |
| 8    | Victor Boniface   | Bayer Leverkusen  | 14   |
| 8    | Benjamin Šeško    | RB Leipzig        | 14   |
| 10   | Donyell Malen     | Borussia Dortmund | 13   |

### Hat-tricks
| Jugador         | Club                     | Rival             | Resultat | Data             |
| --------------- | ------------------------ | ----------------- | -------- | ---------------- |
| Kevin Behrens   | Union Berlin             | Mainz 05          | 4–1 (H)  | 20 agost 2023    |
| Serhou Guirassy | VfB Stuttgart            | Mainz 05          | 3–1 (A)  | 16 setembre 2023 |
| Harry Kane      | Bayern Munich            | VfL Bochum        | 7–0 (H)  | 23 setembre 2023 |
| Serhou Guirassy | VfB Stuttgart            | VfL Wolfsburg     | 3–1 (H)  | 7 octubre 2023   |
| Harry Kane      | Bayern Munich            | Darmstadt 98      | 8–0 (H)  | 28 octubre 2023  |
| Harry Kane      | Bayern Munich            | Borussia Dortmund | 4–0 (A)  | 4 novembre 2023  |
| Patrik Schick   | Bayer Leverkusen         | VfL Bochum        | 4–0 (H)  | 20 desembre 2023 |
| Deniz Undav     | VfB Stuttgart            | RB Leipzig        | 5–2 (H)  | 27 gener 2024    |
| Niclas Füllkrug | Borussia Dortmund        | VfL Bochum        | 3–1 (H)  | 28 gener 2024    |
| Harry Kane      | Bayern Munich            | Mainz 05          | 8–1 (H)  | 9 març 2024      |
| Florian Wirtz   | Bayer Leverkusen         | Werder Bremen     | 5–0 (H)  | 14 abril 2024    |
| Robin Hack      | Borussia Mönchengladbach | TSG Hoffenheim    | 3–4 (A)  | 20 abril 2024    |
| Andrej Kramarić | TSG Hoffenheim           | Bayern Munich     | 4–2 (H)  | 18 maig 2024     |

## Premis

### Mensuals
| Mes      | Jugador del mes | Jugador del mes  | Novell del mes   | Novell del mes    | Gol del mes      | Gol del mes       | Ref.                 |
| Mes      | Jugador         | Club             | Jugador          | Club              | Jugador          | Club              | Ref.                 |
| -------- | --------------- | ---------------- | ---------------- | ----------------- | ---------------- | ----------------- | -------------------- |
| Agost    | Victor Boniface | Bayer Leverkusen | Victor Boniface  | Bayer Leverkusen  | Jan-Niklas Beste | 1. FC Heidenheim  | [ 10 ] [ 11 ] [ 12 ] |
| Setembre | Serhou Guirassy | VfB Stuttgart    | Victor Boniface  | Bayer Leverkusen  | Xavi Simons      | RB Leipzig        | [ 10 ] [ 11 ] [ 12 ] |
| Octubre  | Florian Wirtz   | Bayer Leverkusen | Victor Boniface  | Bayer Leverkusen  | Harry Kane       | Bayern Munich     | [ 10 ] [ 11 ] [ 12 ] |
| Novembre | Deniz Undav     | VfB Stuttgart    | Victor Boniface  | Bayer Leverkusen  | Harry Kane       | Bayern Munich     | [ 10 ] [ 11 ] [ 12 ] |
| Desembre | Florian Wirtz   | Bayer Leverkusen | Xavi Simons      | RB Leipzig        | Harry Kane       | Bayern Munich     | [ 10 ] [ 11 ] [ 12 ] |
| Gener    | Deniz Undav     | VfB Stuttgart    | Ian Maatsen      | Borussia Dortmund | Xavi Simons      | RB Leipzig        | [ 10 ] [ 11 ] [ 12 ] |
| Febrer   | Florian Wirtz   | Bayer Leverkusen | Maximilian Beier | TSG Hoffenheim    | Harry Kane       | Bayern Munich     | [ 10 ] [ 11 ] [ 12 ] |
| Març     | Serhou Guirassy | VfB Stuttgart    | Maximilian Beier | TSG Hoffenheim    | Jamal Musiala    | Bayern Munich     | [ 10 ] [ 11 ] [ 12 ] |
| Abril    | Álex Grimaldo   | Bayer Leverkusen | Xavi Simons      | RB Leipzig        | Harry Kane       | Bayern Munich     | [ 10 ] [ 11 ] [ 12 ] |
| Maig     | N/D             | N/D              | N/D              | N/D               | Marco Reus       | Borussia Dortmund | [ 10 ] [ 11 ] [ 12 ] |

### Anual
| Premi                   | Guanyador       | Club             | Ref.   |
| ----------------------- | --------------- | ---------------- | ------ |
| Jugador de la temporada | Florian Wirtz   | Bayer Leverkusen | [ 13 ] |
| Novell de la temporada  | Victor Boniface | Bayer Leverkusen | [ 14 ] |
| Gol de la temporada     | Harry Kane      | Bayern Munich    | [ 15 ] |

### Equip de la temporada

#### kicker
| Pos. | Jugador           | Club              | Ref.   |
| ---- | ----------------- | ----------------- | ------ |
| GK   | Gregor Kobel      | Borussia Dortmund | [ 16 ] |
| DF   | Jeremie Frimpong  | Bayer Leverkusen  | [ 16 ] |
| DF   | Waldemar Anton    | VfB Stuttgart     | [ 16 ] |
| DF   | Jonathan Tah      | Bayer Leverkusen  | [ 16 ] |
| DF   | Álex Grimaldo     | Bayer Leverkusen  | [ 16 ] |
| MF   | Florian Wirtz     | Bayer Leverkusen  | [ 16 ] |
| MF   | Exequiel Palacios | Bayer Leverkusen  | [ 16 ] |
| MF   | Granit Xhaka      | Bayer Leverkusen  | [ 16 ] |
| MF   | Jan-Niklas Beste  | 1. FC Heidenheim  | [ 16 ] |
| FW   | Serhou Guirassy   | VfB Stuttgart     | [ 16 ] |
| FW   | Harry Kane        | Bayern Munich     | [ 16 ] |

#### EA Sports
| Pos. | Jugador          | Club              | Ref.   |
| ---- | ---------------- | ----------------- | ------ |
| GK   | Gregor Kobel     | Borussia Dortmund | [ 17 ] |
| DF   | Jeremie Frimpong | Bayer Leverkusen  | [ 17 ] |
| DF   | Jonathan Tah     | Bayer Leverkusen  | [ 17 ] |
| DF   | Waldemar Anton   | VfB Stuttgart     | [ 17 ] |
| DF   | Álex Grimaldo    | Bayer Leverkusen  | [ 17 ] |
| MF   | Jamal Musiala    | Bayern Munich     | [ 17 ] |
| MF   | Granit Xhaka     | Bayer Leverkusen  | [ 17 ] |
| MF   | Florian Wirtz    | Bayer Leverkusen  | [ 17 ] |
| FW   | Serhou Guirassy  | VfB Stuttgart     | [ 17 ] |
| FW   | Harry Kane       | Bayern Munich     | [ 17 ] |
| FW   | Victor Boniface  | Bayer Leverkusen  | [ 17 ] |